# Rhizopus microsporus
Rhizopus microsporus — вид цвілевих грибів роду ризопус (Rhizopus). Збудник хвороб рису, кукурудзи та соняшника. Він також може спричинити нозокоміальну інфекцію у людей, особливо у недоношених дітей.

## Поширення та середовище існування
Гриб росте у ґрунті, рослинних залишках і харчових продуктах Він є збудником захворювань багатьох сільськогосподарських культур. R. microsporus, зазвичай, трапляється в ґрунтах з нейтральним pH. Діапазон температур для росту R. microsporus коливається від 25 ℃ до 55 ℃ з оптимальною температурою 28 ℃. Його основним хазяїном є рис, він також часто трапляється в кукурудзі та соняшнику. R. microsporus дуже зрідка викликає захворювання у людей, викликаючи інфекції легенів.

## Носії та симптоми
Деякі штами Rhizopus microsporus вражають рис, спричиняючи хворобу рисових паростків. Ця інфекція спочатку характеризується швидким набряком коренів розсади, але подальших ознак інфекції не проявляється. Основною причиною хвороби є ендосимбіотичний зв'язок із бактеріями Burkholderia, які виробляють різоксин, що пригнічує здатність клітин рису виконувати мітоз, різко послаблюючи або повністю вбиваючи молоді проростки рису. Руйнування рослинних клітин є корисним і для бактерій, і для грибів-господарів, оскільки вони живуть як некротрофні патогени.
Rhizopus microsporus також є одним із збудників сухої гнилі соняшника. Початкові симптоми проявляються у вигляді невеликих плям, просочених водою, на тильній стороні суцвіття соняшника. Коли плями розширюються, ріст міцелію поширюється на клітини паренхіми, далі вбиваючи клітини суцвіття. Пізніші стадії хвороби мають зовнішні маси міцелію серед згустків чорних спорангіїв, розповсюджуючи спори абіотично та птахами. Заражені суцвіття можуть повністю згнити через 3-7 днів.
Встановлено, що Rhizopus microsporus є також видом, залученим до виникнення сухої гнилі кукурудзи. Вона характеризується дрібними плямистими структурами спорангіїв, розростанням міцелію на колосі та, зрештою, загниванням колосу та зерна.

## Практичне використання
Одомашнений варіант цього виду, разом з Rhizopus oligosporus, використовується для приготування темпе — традиційного ферментованого соєвого продукту, що популярний в Південно-Східній Азії.
Цей гриб містить бактеріальний ендосимбіонт Burkholderia rhizoxinica, який виробляє токсин різоксин. Різоксин пройшов клінічні випробування як протираковий препарат, хоча він не досяг пізніх стадій клінічних випробувань через низьку активність in vivo. проте сполуки, споріднені з ризоксином, можуть мати кращу біологічну активність.